# Coolangatta
Coolangatta est une ville située au sud de l'État du Queensland, sur la Gold Coast. Elle est une des composantes de la ville de Gold Coast.
Faisant face à Tweed Heads, sa voisine de Nouvelle-Galles du Sud (elles sont surnommées les « Twin Towns » : les villes jumelles) elle est au cœur d'une grande conurbation touristique et résidentielle, en constant développement depuis plusieurs décennies. 
Elle se trouve à 25 kilomètres au sud de Surfers Paradise, célèbre station balnéaire, et à 104 kilomètres de Brisbane, la grande métropole régionale.

## Histoire
Le cap de Point Danger est reconnu par James Cook au cours de son voyage de 1770. Une petite colonie pénitentiaire est mise en place sur le site par les Britanniques dès 1828. Au bout de quelques années, des baraquements sont construits et des exploitants forestiers prennent en main le commerce du cèdre rouge, essence particulièrement prisée, rapidement surnommée « red gold » (or rouge) par les colons. Il faut attendre 1883 pour qu'on parle de « township », c'est-à-dire de village, à propos de cet endroit qui est baptisé « Coolangatta ». Ce nom est celui d'une goélette qui s'est échouée sur une plage proche, celle de Kirra, au mois d'août 1846. Sa situation à la frontière sud du Queensland, au contact de la Nouvelle-Galles-du-Sud, explique l'implantation d'un bureau de douane et d'une flottille garde-côte. 
L'arrivée du chemin de fer de la South Coast railway en 1903 transforme le village, où certains habitants de Brisbane prennent l'habitude de venir en villégiature. C'est alors la mode des bains de mer, et l'endroit, avec ses plages dorées, est propice à ce genre d'activités. Des résidences secondaires sortent de terre, ainsi qu'un hôtel et des commerces, afin de satisfaire les besoins de cette nouvelle clientèle. La ville gagne en importance tout au long du XXe siècle, et comptait 4869 habitants en 2007. Elle s'intègre cependant à un ensemble beaucoup plus vaste formé par une série de villes balnéaires qui s'étendent tout le long de la Gold Coast, formant une véritable métropole touristique et résidentielle. 
L'aéroport international de Gold Coast, qui dessert toute la région, est implanté sur son territoire. En outre, la ville est desservie par une importante voie de communication, la Gold Coast Highway, qui rejoint la Pacific Motorway plus au nord, à Helensvale, et permet de rejoindre Brisbane.
Jusqu'en 2010, la ville était célèbre pour son « Wintersun festival », qui mettait à l'honneur la culture des années 1950 et 1960. Des voitures anciennes, des motos ou des hot rods étaient présentés au public, sur fond de concerts et d'animations relatives à ces « années fastes ».